# Phytoseiulus persimilis
Phytoseiulus persimilis is een roofmijt die in de biologische bestrijding wordt ingezet tegen mijten uit de onderfamilie Tetranychinae zoals de bonenspintmijt (Tetranychus urticae), die gewassen aantast. Deze roofmijt is in 1958 per ongeluk vervoerd op orchideeën vanuit Chili naar Duitsland, van waaruit hij over de hele wereld verspreid is geraakt.
Het volwassen vrouwtje is een oranje tot helder oranjerode, glanzende en peervormige, 0,5 mm grote mijt die duidelijk groter is dan zijn prooi. De vrouwtjes leggen hun eieren aan de onderkant van bladeren solitair tussen de kolonies van de bonenspintmijt. Pas gelegde eieren zijn doorzichtig waarna ze rozeoranje worden. Ze zijn ovaal van vorm en circa twee keer zo groot als de eieren van de prooi. Na circa drie dagen bij 20 °C komt er een larve met zes poten uit het ei. De larve voedt zich niet. Een dag later vervelt deze en verandert in een ovale, bleekroze protonimf die actief naar voedsel zoekt. Na het eten van vier tot vijf eieren van de prooi verandert deze in een deutonimf. De fase van de deutonimf duurt circa twee dagen waarin ongeveer zes eieren of jonge stadia van de rode spintmijt worden gegeten. Volwassen roofmijten eten zo'n zeven mijten per dag. Er zijn circa vier keer zoveel vrouwtjes als mannetjes. Tijdens het leggen van de eieren verdubbelt de consumptie van prooien. Het leggen van eieren duurt ongeveer drie weken met een snelheid van twee tot drie eieren per dag tot een totaal van zo'n 50 eieren.
De roofmijt vermeerdert zich bij 20 °C met 4,6 keer per week tegenover 2,7 keer bij de bonenspintmijt. Het is een zeer effectieve predator die zijn prooi in een broeikas volledig kan uitroeien. Als de prooi uitsterft zal ook de predator uitsterven en kan later herintroductie nodig zijn. Bij voedselschaarste kan de roofmijt kannibalistisch worden. Ook kan hij overschakelen op alternatieve voedselbronnen als jonge trips.
Bij 20 °C vermenigvuldigt de populatie roofmijten 300 keer in 30 dagen terwijl dit bij 26 °C al meer dan 200.000 keer bedraagt. Bij temperaturen boven de 30 °C gedijen de roofmijten niet meer terwijl de bonenspintmijt zich nog steeds snel vermenigvuldigt. Ook de relatieve luchtvochtigheid is van belang voor de roofmijt. Een relatieve luchtvochtigheid beneden de 60% bekort de levensduur sterk en zorgt voor een sterke vermindering van het aantal eieren dat wordt gelegd. Ook zeer hoge luchtvochtigheidspercentages beperken de inzet van de roofmijt.